# داريو ستيفانو
داريو ستيفانو (بالإيطالية: Dario Stefano)‏ هو مدير وسياسي إيطالي، ولد في 2 أغسطس 1963 في إيطاليا. حزبياً، نشط في Democracy is Freedom – The Daisy ‏. وقد انتخب عضو مجلس الشيوخ الإيطالي خلال فترته النيابية ‏ (16 مارس 2018 – ) وانتخب عضو مجلس الشيوخ الإيطالي (5 مارس 2013 – 22 مارس 2018) وانتخب Regional Council of Apulia ‏.